# 야호 (요괴)

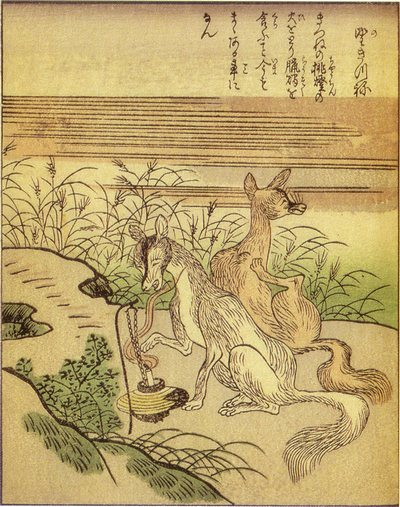

야호(일본어: 野狐 야코[*])는 일본에 전승되는 여우 요괴의 일종이다. 무로마치 시대 이전에는 야안(일본어: 野犴 야칸[*])이라는 표기도 있었다. 혼슈와 규슈에서 전승의 내용이 조금 다르다.

## 혼슈의 야호
야호란 인간을 홀리는 여우다. 16세기경 문헌인 『인국기』(人国記)에 이즈미국의 시노다노 명신(오사카부)에 야호가 많이 있어 사람을 홀리곤 했다는 기록이 있다.
무언가로 둔갑하여 사람을 놀래키거나, 환각을 보여 사람을 홀리는 여우들(요호라고도 하는)이 대략 이 야호에 해당한다고 할 수 있지만, 대개 그냥 "여우"(키츠네)라고 호칭되는 것이 대부분이고 굳이 "야호"라고 표현하는 경우는 많지 않다. 야호라는 표현을 쓰는 것은 주로 야호와는 구분되는 여우(신앙의 대상인 경우 등)와의 대비를 의식하는 경우가 많다. 에도시대에 야호란 여우들의 계급 중 최저에 해당하는 호칭으로 판단되었다. 미나가와 키엔의 『유비재차기』(有斐斎箚記)에는 여우의 계급이 높은 순서대로 천호(天狐)・공호(空狐)・기호(気狐)・야호 순으로 거론되어 있다. 또한 에도 시대의 수필 『미야카와 사만필』(宮川舎漫筆)에는 여우가 말해주었다는 이야기로, 여우는 크게 선호(善狐)와 야호의 두 종류가 있으며, 전자는 사람에게 선하고 후자는 악한 것이라고 한다. 즉 선호나 천호와 대비를 취하기 위해 "야호"라는 구분이 마련된 것이다.

## 규슈의 야호
규슈 지방을 중심으로 여우에게 씌인(빙의) 것을 「야호씌임」(일본어: 野狐憑き 야코츠키[*])라고 한다. 사람에게 씌이는 귀신으로 표현될 때의 "야호"의 모습은 전승마다 거의 대동소이하며, 그 모습이나 성질은 관호, 족제비, 오사키 전설들과 유사하다. 실제 여우와 달리 색이 검거나 희고, 덩치는 쥐보다 크고 고양이보다 작다. 또 야호는 본래 눈에 보이지 않는다고 한다. 나가사키현 히라도시 주변에서는 야호가 항상 큰 무리를 지어 걸어갔다고 하여 「야호 천 마리 단위」(ヤコの千匹連れ)라는 표현도 있다.
나가사키현과 사가현 등 북규슈에서는 야호에 씌인 사람은 병 같은 증상이 나타난다고 한다.。이키섬에서는 야코오(ヤコオ)라는 족제비 비슷한 것이 사람의 겨드랑이에 박히면 그 사람은 야코오에 씌인다고 한다. 야코오가 화상 상처나 포창 부스럼을 핥으면 그 사람은 죽는다고 하기 때문에, 포창 환자는 야코오가 접근하지 못하도록 모기장 안에 넣거나, 주변에 겨릅대 태운 재를 뿌리거나 도검을 두어 야코오의 접근을 막았다고 한다.。
남규슈에서는 사람이 아닌 집안 단위로 야호가 씌인다고 알려져 있으며, 야호가 씌인 집안은 그 뒤로도 대대로 야호에 씌이게 된다. 야호가 씌인 집안 사람이 야호를 부추겨 사이가 나쁜 사람에게 씌이도록 할 수 있으며,  가고시마현 이부스키군 키이레정(현 가고시마시)에서는 이렇게 사주되어 씌인 사람은 반병신이 된다고 알려져 있다.